# Лантэй (месторождение)
Лантэй (Блок 06.1, вьет. Lan Tây, англ. Lan Tay field, рус. Западная Орхидея) — газовое месторождение Вьетнама площадью 950 км², расположено на шельфе Южно-Китайского моря в 370 километрах от берега. Открыто в 1992 году. Первый газ получен 22 ноября 2002 года, газ транспортировался на берег по газопроводу в двухфазном режиме. Оператором месторождения является Роснефть, которая имеет в предприятии долю 35 %, ещё 45 % у ONGC Videsh и 20 % у PetroVietnam.
К 2004 году в эксплуатацию были введены 5 скважин. Добыча газа в 200 году составила 2,58 млрд м³, в 2005-2013 годах достигало 3,5 млрд м³ в год, 2014 г. — 2,7 млрд м³, 2015 — 2,5 млрд м³, 2016 — 1,8 млрд м³. К концу 2016 суммарно было добыто 47,53 млрд м³ газа и 18,71 млн баррелей газового конденсата.
Поскольку месторождение находится недалеко от девятипунктирной линии, его разработка вызывает политическое противодействие и угрозы со стороны Китая, что становилось причиной срыва некоторых контрактов.